# 拉里·斯坦斯沃尔德
拉里·斯坦斯沃尔德（英語：Larry Stensvold），美国音频工程师。他因电影走出非洲赢得了奥斯卡最佳音响效果奖。自1980年起，斯坦斯沃尔德曾参与超过150部电影的制作。
此外，他还获得了3项艾美奖音效类提名。

## 部分影视作品
- 走出非洲 (1985)[1]